# Мон Сени
Мон Сени (на френски Col de Mont Cenis, на италиански Colle del Moncenisio) е проход в Алпите на 2083 м надморска височина. Той разделя Котските от Грайските Алпи и по-точно масива Мон Сени (3612 м) и масива Гран Парадизо (4061 м).

## Описание
Името произхожда от френския израз mont des cendres, което означава „прашна планина“. Проходът свързва Франция и Италия. От френска страна се намира долината на река Арк (тук наричана Мориен) – приток на Изер в басейн на река Рона. Най-близкото селище под прохода е Ланлебур-Мон Сени, а по-надолу е градчето Модан. Разстоянието от Ланлебур е 10 км, 682 м денивелация, при наклон 6,9%. От италианска страна е долината на Дора Рипария – река, която се спуска право към град Торино и там се влива в река По. Първото селище е градчето Бардонекия, а по-надолу е градчето Суза. От Суза разстоянието е 30,5 км, наклонът стига 12,8%, а денивелацията е 1580 м.
Близо до прохода е създаден язовир със същото име (1921), на който има две ВЕЦ.

## Комуникации
През 1806 г. император Наполеон I построява първия път през прохода, за да се подобрят връзките с Италия. Оттогава оттук минава основният трафик през планината, тъй като е най-пряк. По-късно е прокаран автомобилен път, считан за един от най-стръмните в Европа. Той е отворен от май до октомври, но не се използва интензивно, откакто под съседния проход Фрежюс (на 27 км на изток) е пробит голям тунел за автомагистралата от Милано до Лион. Първо е построен железопътен тунел с дължина 13,7 км, открит през 1871 г. Северният му вход е на височина 1159 м, а южният – на 1292 м.

## История
През 218 г. пр.н.е. Ханибал пресича Алпите с армията си и бойни слонове. Този популярен момент от древната история според някои историци може да се е случил през похода Мон Сени. Има сигурни сведения, че проходът е бил използван от монаси пред Средновековието, както и от херцозите на Ферара. По-късно той остава на територията на Савойското херцогство и служи за връзка между двете му части (Савоя и Пиемонт). През 1794 г. тук се състои битка между армията на Първата френска република и сардинските войски, завършила с френска победа. До 1947 г. през Мон Сени минава държавната граница между Франция и Италия. С Парижкия мирен договор границата се измества и проходът остава изцяло във Франция. Няколко пъти е бил включван в колоездачните обиколки Тур дьо Франс и Джиро д'Италия.